# Nomadacris septemfasciata
Nomadacris septemfasciata är en insektsart som först beskrevs av Jean Guillaume Audinet Serville 1838.  Nomadacris septemfasciata ingår i släktet Nomadacris och familjen gräshoppor. Inga underarter finns listade i Catalogue of Life.

## Bildgalleri

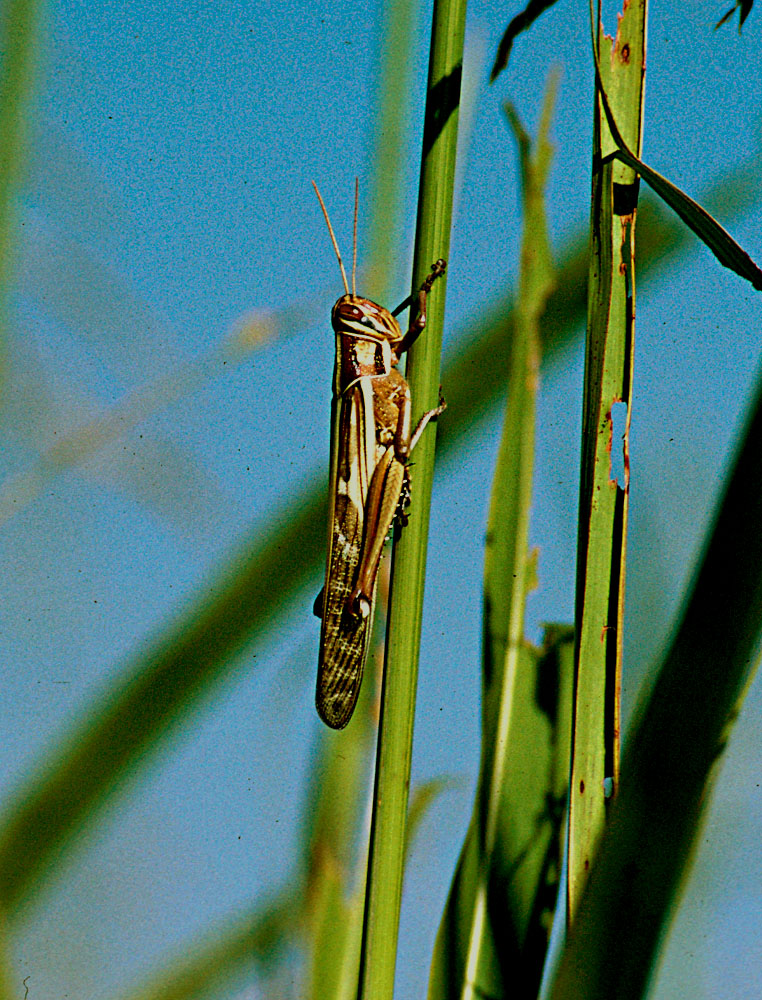
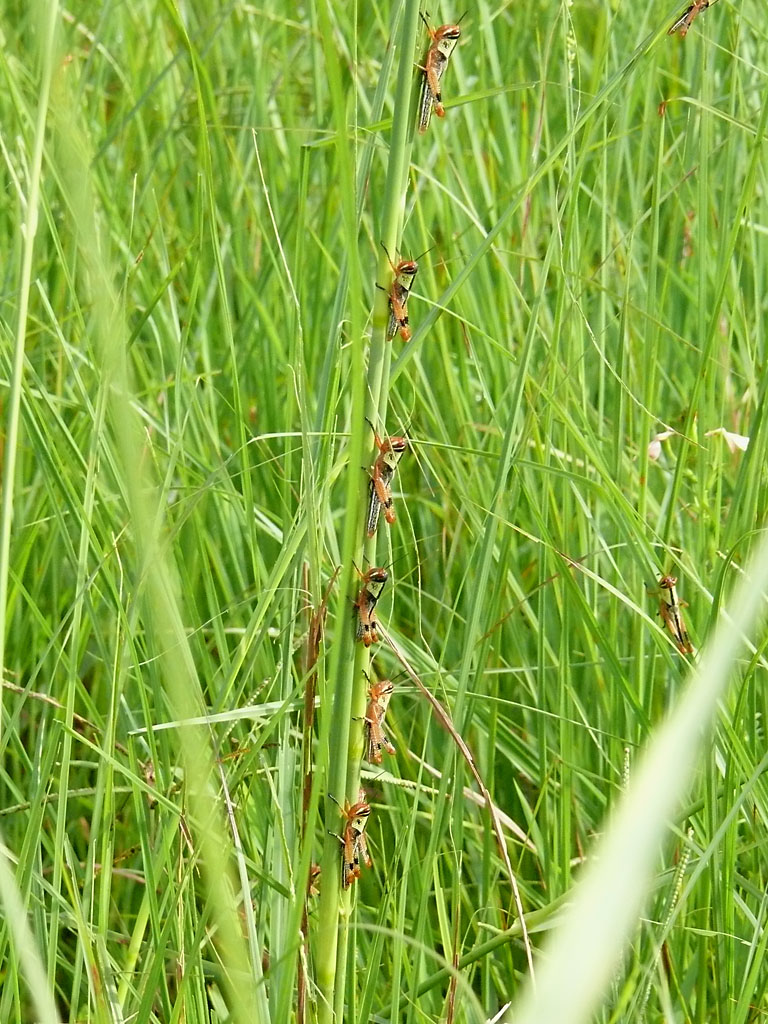
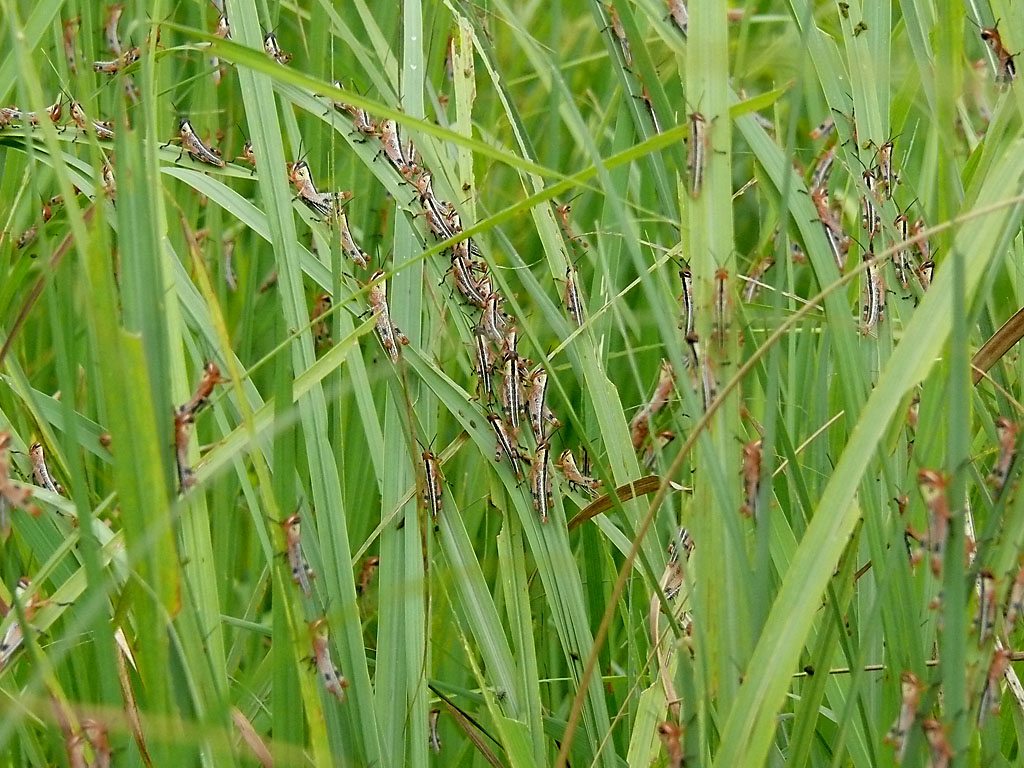
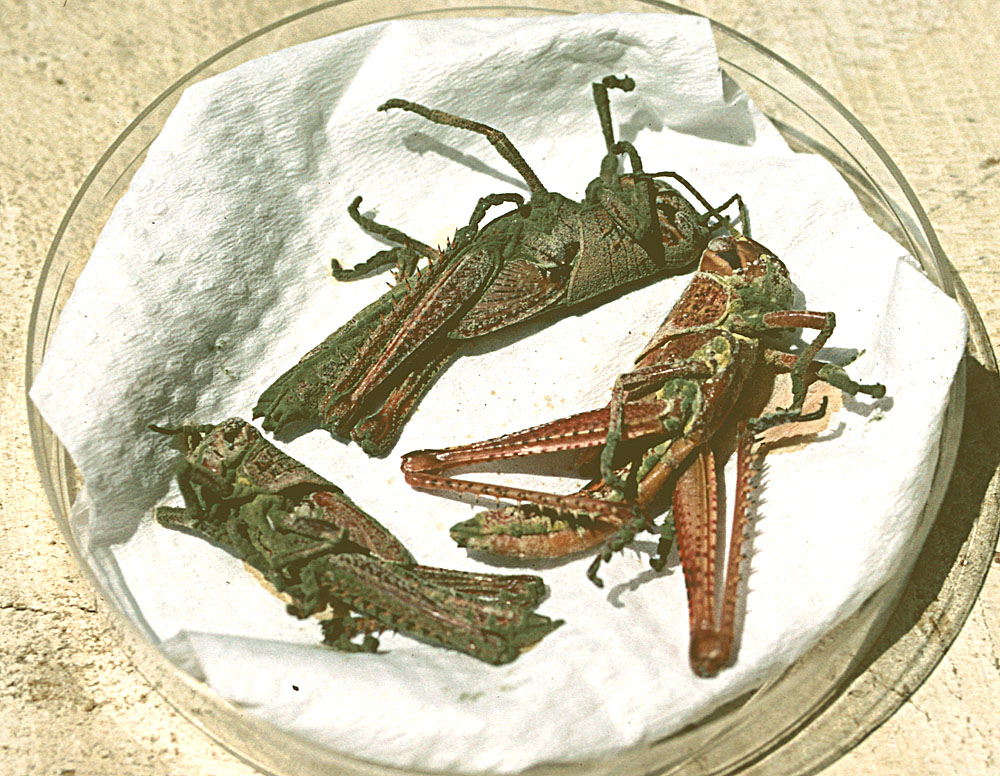
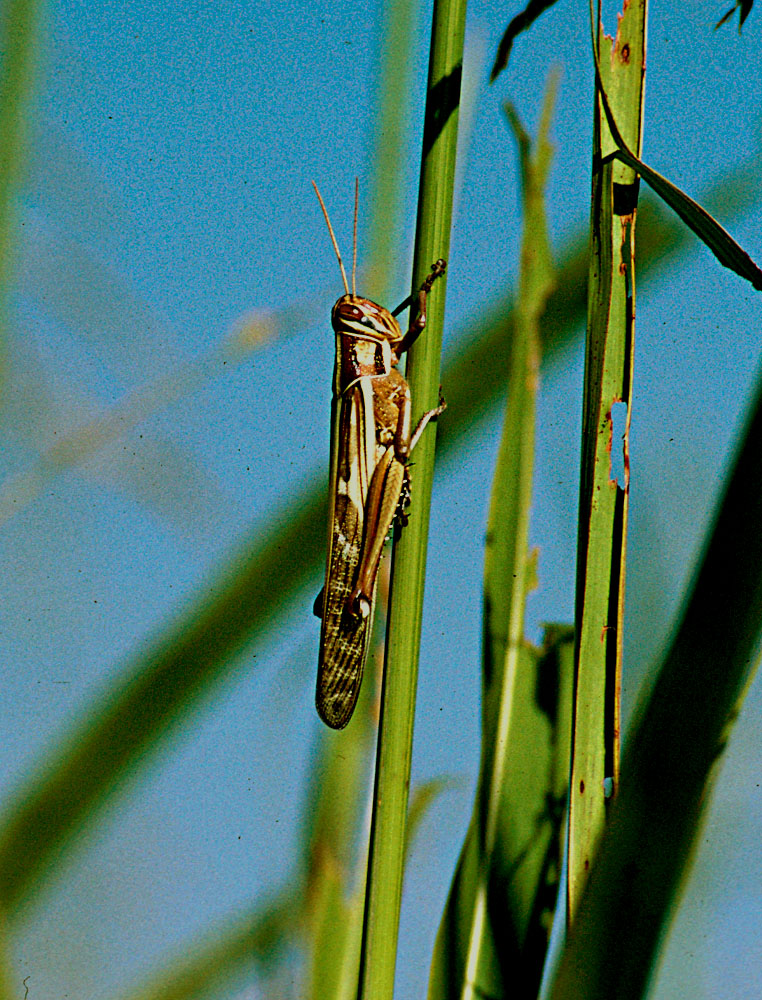
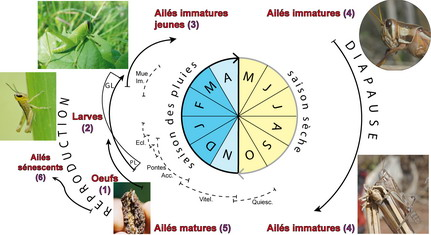